# Ctenosaura pectinata
Ctenosaura pectinata là một loài thằn lằn trong họ Iguanidae. Loài này được Wiegmann mô tả khoa học đầu tiên năm 1834.

## Hình ảnh

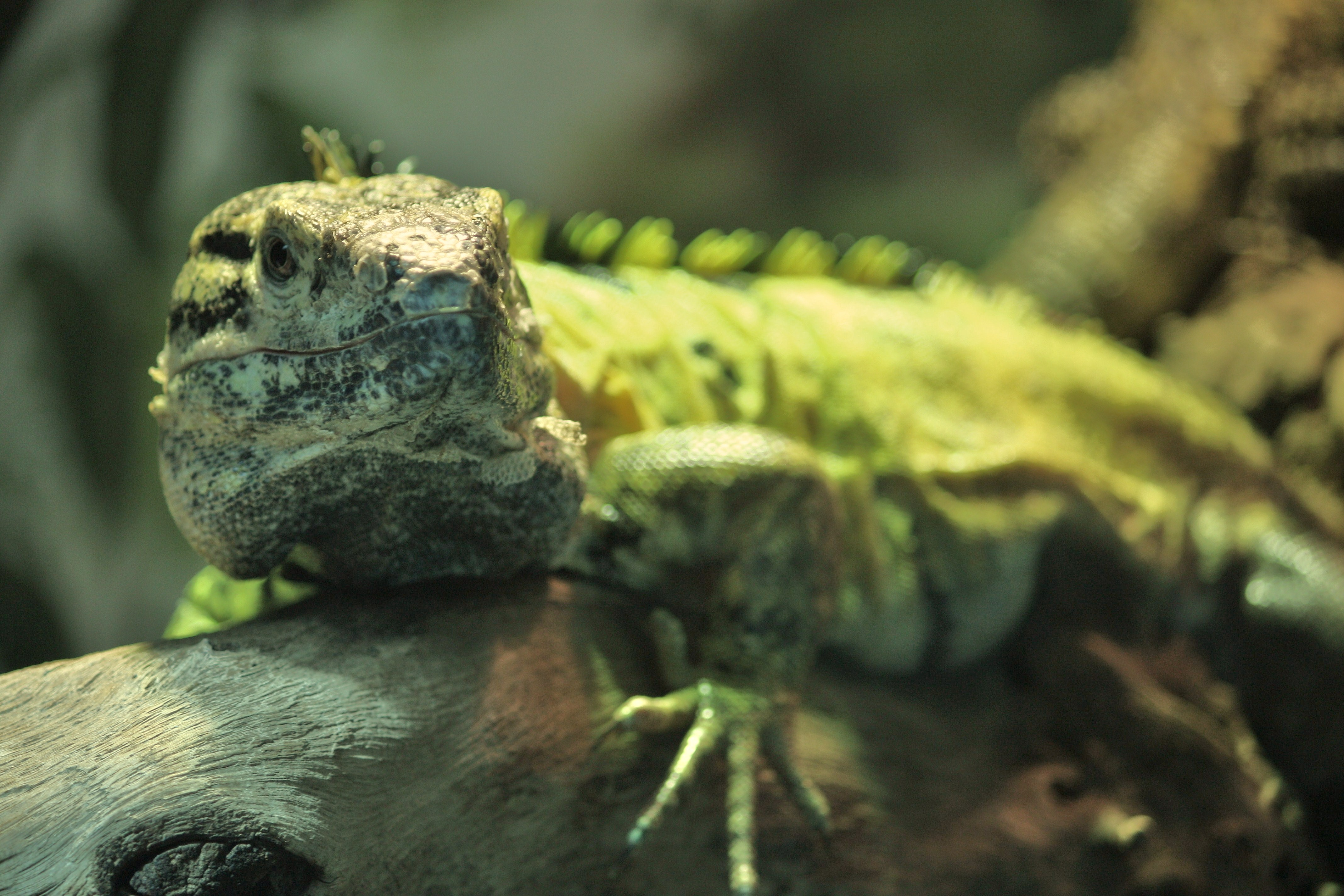
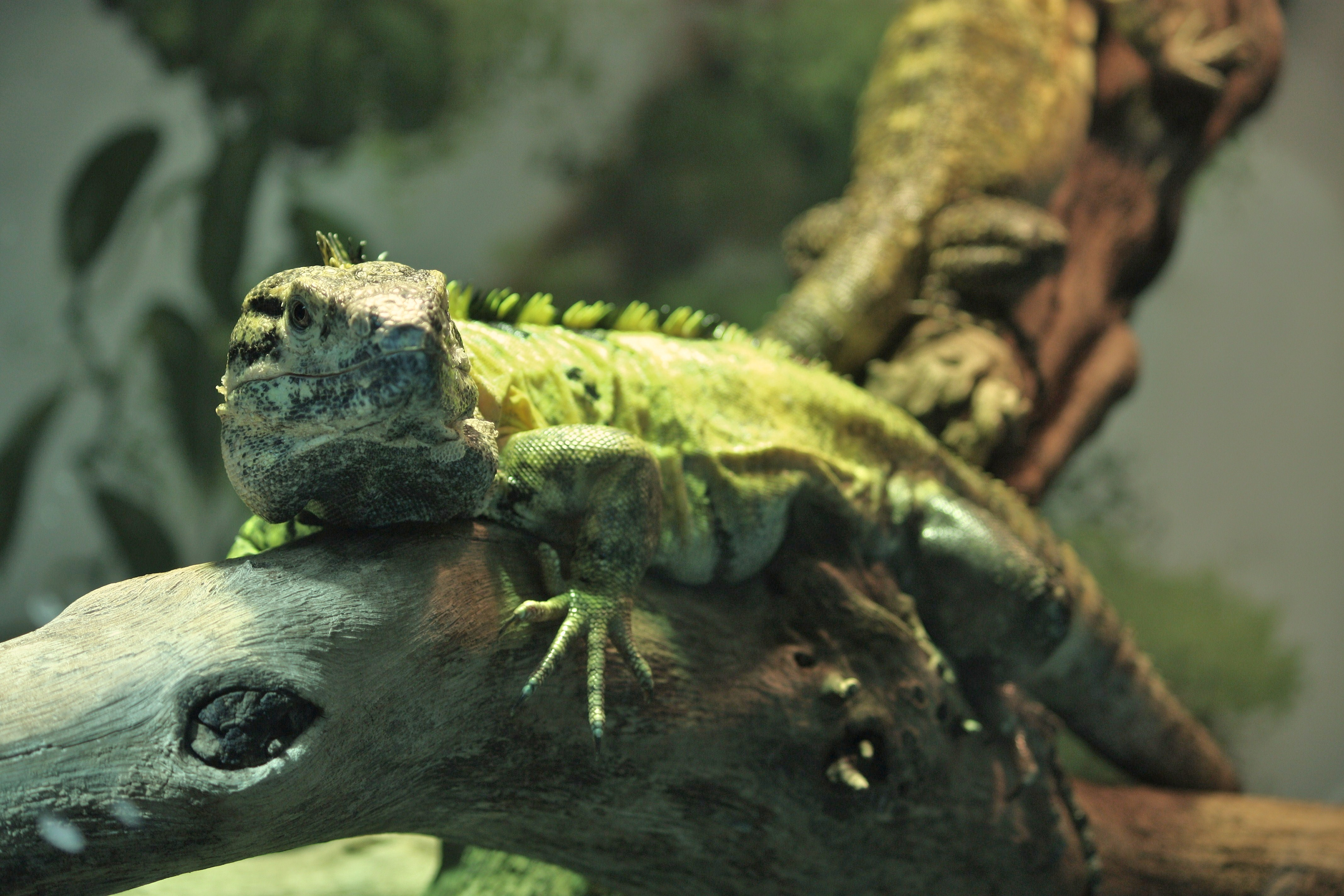
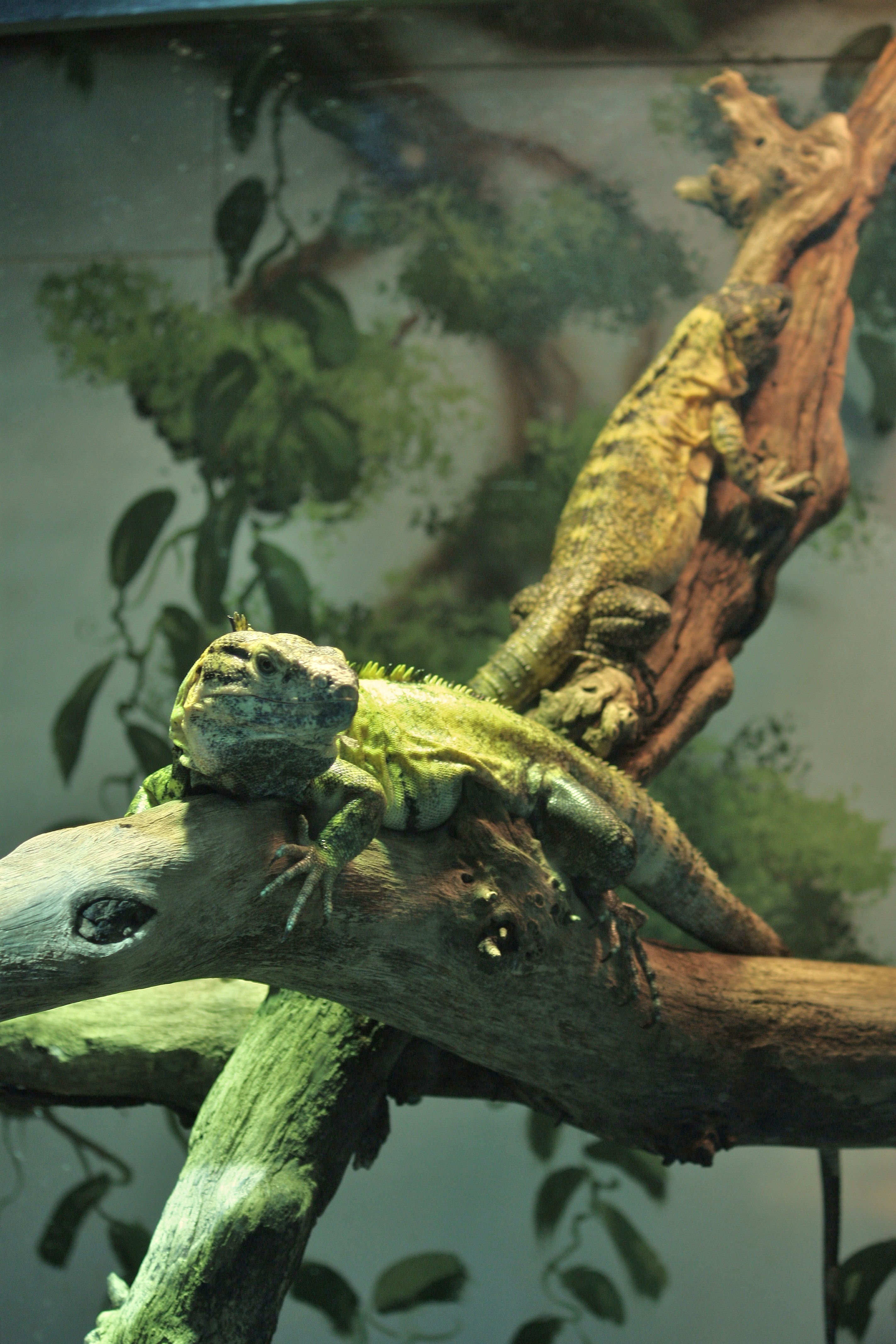
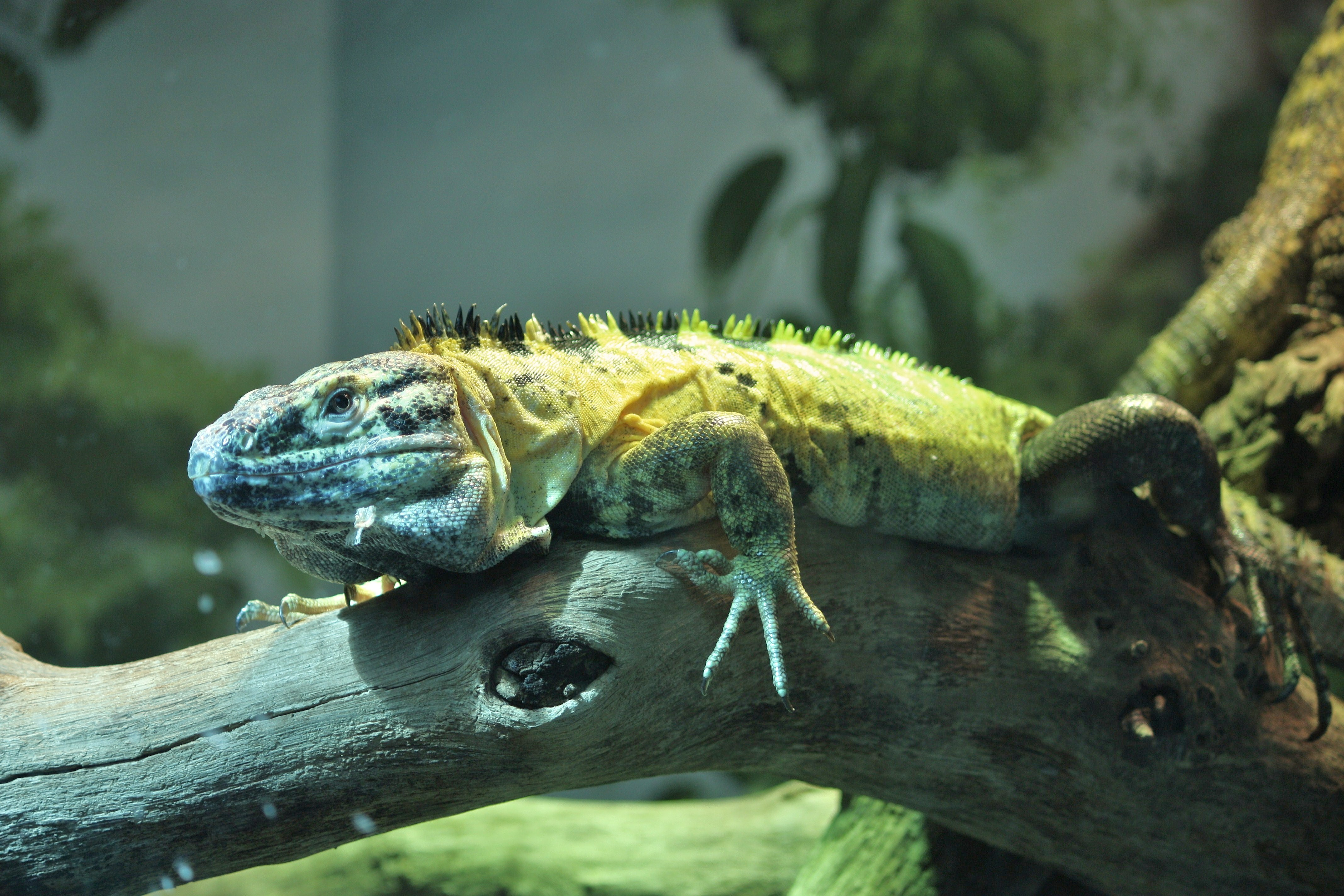